# Walther Grunwald
Walther Grunwald (* 7. Oktober 1938 in Halle (Saale)) ist ein deutscher Architekt, Stadtplaner und Fotograf.

## Leben
Nach einem Architekturstudium an der Technischen Universität Berlin von 1958 bis 1964 war Grunwald bis 1970 als Mitarbeiter in verschiedenen Architekturbüros in den USA tätig. Von 1968 bis 1970 arbeitete er als Entwurfsarchitekt bei Philip Johnson. Von 1970 bis 1972 war er Projektbearbeiter im Rahmen des Entwicklungsprogramms der Vereinten Nationen in Karatschi. Seit 1977 hat er ein eigenes Architekturbüro in Berlin, in Partnerschaft mit Olaf Burmeister bis 2005. Von Juni 2009 bis September 2011 bestand die Partnerschaft mit Florian Scharfe (Grunwald + Scharfe Architekten).
Grunwald führte Restaurierungen von Schlössern in den neuen Bundesländern und in Bayern sowie der Unterkirche des Französischen Doms in Berlin und von Wohnhäusern durch. Er gewann im Frühjahr 2004 den Wettbewerb zur Restaurierung der Weimarer Weltkulturerbe-Stätte Herzogin Anna Amalia Bibliothek, die jedoch vier Monate später abbrannte. Anschließend wurde er mit der Planung und Bauüberwachung des Wiederaufbaus beauftragt. Bereits 1995 plante er die Sanierung von Schloss und Jagdschneise Ettersburg in der Nähe des KZ Buchenwald bei Weimar. Er legte die Zeitschneise damit an. 2010 legte er für das Schießhaus-Gelände in Weimar einen Bebauungsplan vor.
Grunwald war Mitbegründer und mehrmals Spitzenkandidat der Wählergemeinschaft Unabhängiger Bürger im Berliner Bezirk Zehlendorf.
2019 veröffentlichte er die Geschichte seiner Familie im Nachkriegsberlin. In Gehungert haben wir nicht schildert er die Schwarzmarktaktivitäten seiner Verwandten, die Kaffee, Fleisch, Zigaretten, Geld und Süßigkeiten verschoben. Voller Stolz haben Tante und Onkel erzählt, dass sie sogar in den Hungerjahren „immer was auf dem Tisch hatten“.

## Schriften (Auswahl)
als Architekt
- (Hrsg. et al.): Die Herzogin Anna Amalia Bibliothek nach dem Brand in neuem Glanz. Otto Meissners Verlag, 2007.
- Schlösser und Gärten der Mark. Meseberg. Nicolai, Berlin 1991, ISBN 3-87584-406-8.
- Sanierung Anna Amalia Bibliothek. Mauertrocknung, Farbgebung, Putze. In: Sanierung von Brand- und Löschwasserschäden, Nr. 59, S. 39–50.

als Fotograf
- Am Rande der Stille. Kulturbuchverlag, Berlin 2008, ISBN 978-3-88961-207-6.

als Familienforscher
- Gehungert haben wir nicht: Der Schwarzmarkt in Berlin 1945 bis 1949. Edition Braus, Berlin, 2019, ISBN 978-3862281909.